# Renaissance (Franse politieke partij)
Renaissance (RE) (vertaling: Wedergeboorte), voorheen bekend onder de namen La République en marche ! en En marche is een politieke partij in Frankrijk, die op 6 april 2016 werd opgericht door de toenmalige minister van Economische Zaken Emmanuel Macron.

## Geschiedenis

### Partijvorming
Emmanuel Macron was in 2016 sinds twee jaar minister van Economische Zaken, Industrie en Digitale Economie in de regering-Valls II. Hij besloot voor de presidentsverkiezingen van 2017 de zittende president François Hollande niet te steunen, maar zelf te proberen de nieuwe president van Frankrijk te worden. Hij kreeg met de nieuwe beweging En marche (Nederlands: Voorwaarts), die hij daartoe was begonnen, veel gevolg.
In de afkorting van de naam van de partij (EM) staan de initialen van zowel Emmanuel Macron als van de naam van de nieuwe beweging En Marche. Het doel van de nieuwe partij was om Emmanuel Macron bij de komende presidentsverkiezingen te steunen. Macron stelde zich op 16 november 2016 daarvoor kandidaat.

### Parlementsverkiezingen 2017
Macron won de presidentsverkiezingen, waarvan de tweede ronde op 7 mei 2017 werd gehouden, en werd daarmee de 25e president van Frankrijk. Hij nam de dag daarna, op 8 juli, ontslag als voorzitter van En marche !. Een vergadering van drieduizend leden besliste die dag in Parijs ook dat En Marche een reguliere politieke partij moest worden. De naam werd La République en marche. Catherine Barbaroux volgde Macron op en werd tot augustus 2017 voorzitter ad interim.
De partij nam deel aan de parlementsverkiezingen die volgden op de presidentsverkiezingen.
Een uitgebreid comité, onder de leiding van Jean-Paul Delevoye, hield zich bezig met de selectie van de kandidaat-parlementsleden. Hiervoor hadden 19.000 mensen zich kandidaat gesteld. De lijst van 428 benoemde kandidaten werd op 11 mei 2017 werd de lijst vrijgegeven met 214 mannen en 214 vrouwen. Een zeventigtal onder hen behoorde tot de gelieerde partij Mouvement démocrate (MoDem). 95 % onder de benoemde kandidaten waren nieuw en nog nooit parlementslid geweest. Daaronder waren een twintigtal socialistische en enkele rechtse parlementsleden, die zich vroegtijdig bij En Marche hadden aangesloten. Voor 150 kiesomschrijvingen werd de mogelijkheid gelaten voor ofwel nog een tweede reeks van kandidaten van En Marche, ofwel de weg vrij te laten voor bevriende kandidaten.
De definitieve lijst voor de parlementsverkiezingen werd op 19 mei 2017 bekendgemaakt. Er waren voor En Marche 525 kandidaten, met inbegrip van de kandidaten aangeduid door MoDem. Er bleven 52 kiesomschrijvingen over, waar En Marche geen kandidaat opstelde en de weg vrij liet aan kandidaten van wie men aannam dat, als ze gekozen werden, ze de politiek van Emmanuel Macron zouden steunen. Het ging onder meer om Manuel Valls en om een twintigtal andere parlementsleden ter rechter- zowel als ter linkerzijde.

### Renaissance
In september 2022 is de naam van de partij veranderd in Renaissance. De nieuwe partijvoorzitter werd Stephane Séjourné, voorheen voorzitter van de partijfractie in het Europees parlement.

## Ideologie
En marche! werd door Macron opgericht als progressief alternatief voor het links-rechts denken dat kenmerkend was voor de Franse politiek. Hoewel Macron van 2006 tot 2009 lid was van de Parti socialiste (PS), omschreef hij zichzelf als een liberaal. Dit vond zijn weerslag binnen En Marche! dat een duidelijk sociaal-liberaal profiel kreeg.
Behalve dat La République en marche met Macron sociaal-liberaal is, streeft de partij een groene politiek na en is pro-Europees. De partij heeft daarmee een signatuur die wel wat lijkt op Democraten 66.

## Websites
- (fr)  Liste des investis aux élections législatives. Lijst van de 525 genomineerde kandidaten voor de parlementsverkiezingen.

Samenstelling per 27 juli 2019 
 De deelnemende partijen met de meeste zetels worden genoemd, alleen de partijen met een enkele zetel binnen de fractie ontbreken.